# Gravissimas
 Gravissimas  è un'enciclica di papa Leone XIII, datata 16 maggio 1901, scritta all'Episcopato portoghese sugli Ordini religiosi in Portogallo.